# ベルナルド・ダッディ

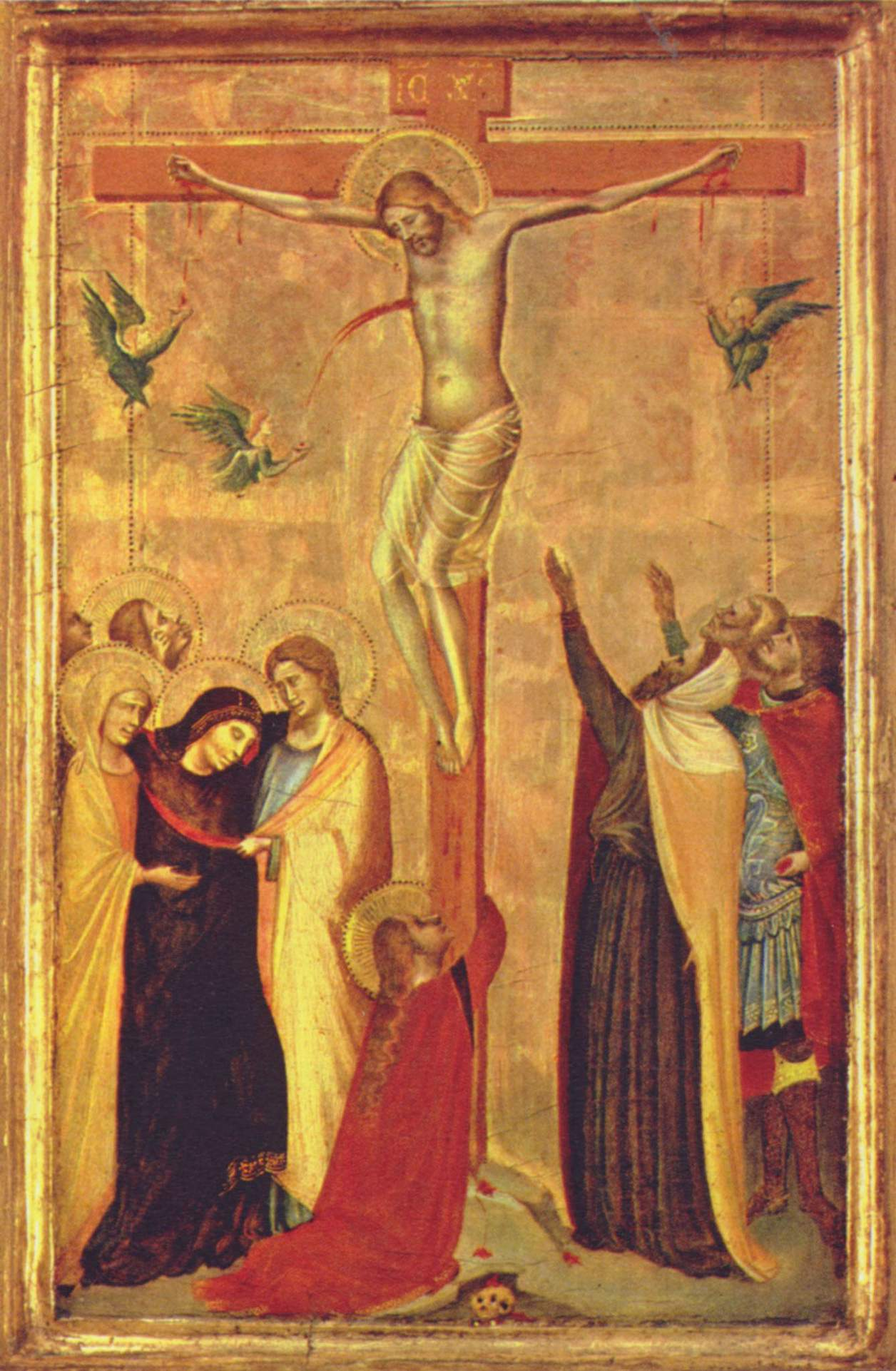
ベルナルド・ダッディ『キリスト磔刑』（1340年 - 1345年）

ベルナルド・ダッディ（Bernardo Daddi, 1280年頃 - 1348年）はルネサンス初期のイタリアの画家。ジョットの弟子。ロレンツェッティ（兄弟）らシエナ派からも影響を受けている。

## 生涯
出生日は不明である。ダッディの名前が最初に記録に出てくるのは1312年のことで、宗教をモチーフとしたアルターピースが主な仕事だった。1328年に制作した三連祭壇画は現在ウフィツィ美術館にある。またナショナル・ギャラリー (ワシントン)、ウォルターズ美術館にもいくつかのパネル画がある。
ダッディは、その世代のフィレンツェ派の代表的画家だった。ダッディの遺作は1347年から着手され、その翌年に亡くなったものと信じられている。

## 作品
- 聖セバスティアヌスの受難（1324年、確証はなし）
- 2人の聖者と聖母、またはオンニッサンティ三連祭壇画（1328年）
- 聖ウルスラ（1333年）
- 聖母子（1335年）
- 聖母の結婚（1336年 - 1340年）
- サン・パンクラツィオ教会の多翼祭壇画（1336年 - 1340年）